# هنري دوق كمبرلاند وستراثرن
صاحب السمو الأمير هنري دوق كمبرلاند ستراثرن (بالإنجليزية: Prince Henry, Duke of Cumberland and Strathearn)‏ (إسمه الحقيقي:هنري فريدريك;7 نوفمبر 1745 - 18 سبتمبر 1790) كان الطفل السادس والابن الرابع لفريدريك أمير ويلز وأوغستا ساكس غوتا والشقيق الأصغر لجورج الثالث .

## عن حياته
ولد الأمير هنري على 7 نوفمبر 1745، في ليستر البيت،لندن وكان الطفل السادس والابن الرابع لفريدريك أمير ويلز وأوغستا ساكس غوتا والشقيق الأصغر لجورج الثالث .

## وفاته
توفي الأمير هنري في 18 سبتمبر 1790 في لندن عن عمر يناهز 44 سنة.